# Lambda2 Tucanae
Título a ser usado para criar uma ligação interna é Lambda2 Tucanae.
Lambda2 Tucanae (70 Tucanae) é uma estrela na direção da constelação de Tucana. Possui uma ascensão reta de 00h 55m 00.30s e uma declinação de −69° 31′ 37.1″. Sua magnitude aparente é igual a 5.45. Considerando sua distância de 210 anos-luz em relação à Terra, sua magnitude absoluta é igual a 1.40. Pertence à classe espectral G7III.